# Bulletin of Volcanology
Le Bulletin of Volcanology, anciennement Bulletin volcanologique, est une revue scientifique de l'Association internationale de volcanologie et de chimie de l'intérieur de la Terre publiée par Springer Science+Business Media. Fondée en 1922, elle constitue l'une des principales revues de volcanologie.